# Jaume Cascalls

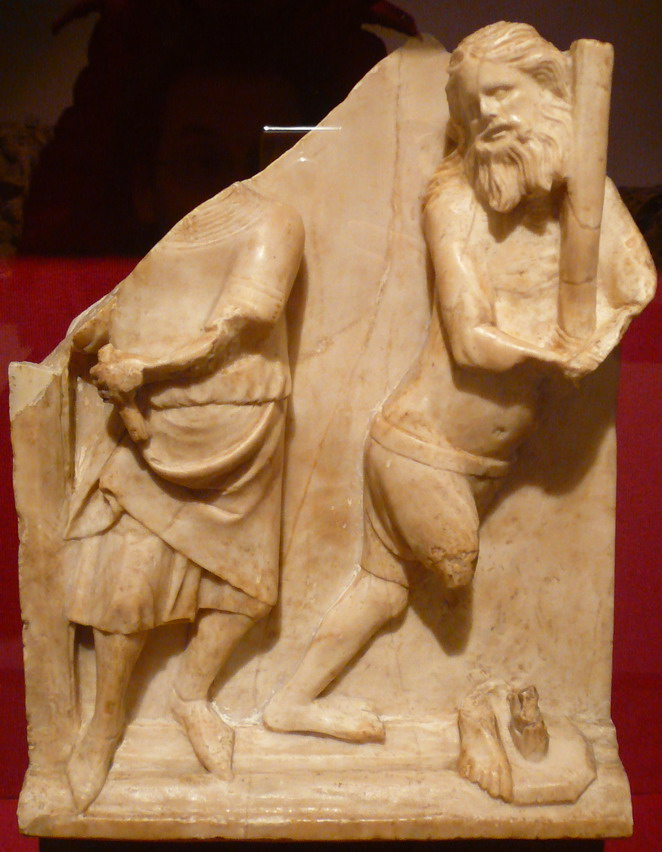
Flagellazione - Jaume Cascalls - Santa Maria de Corneilla-de-Conflent

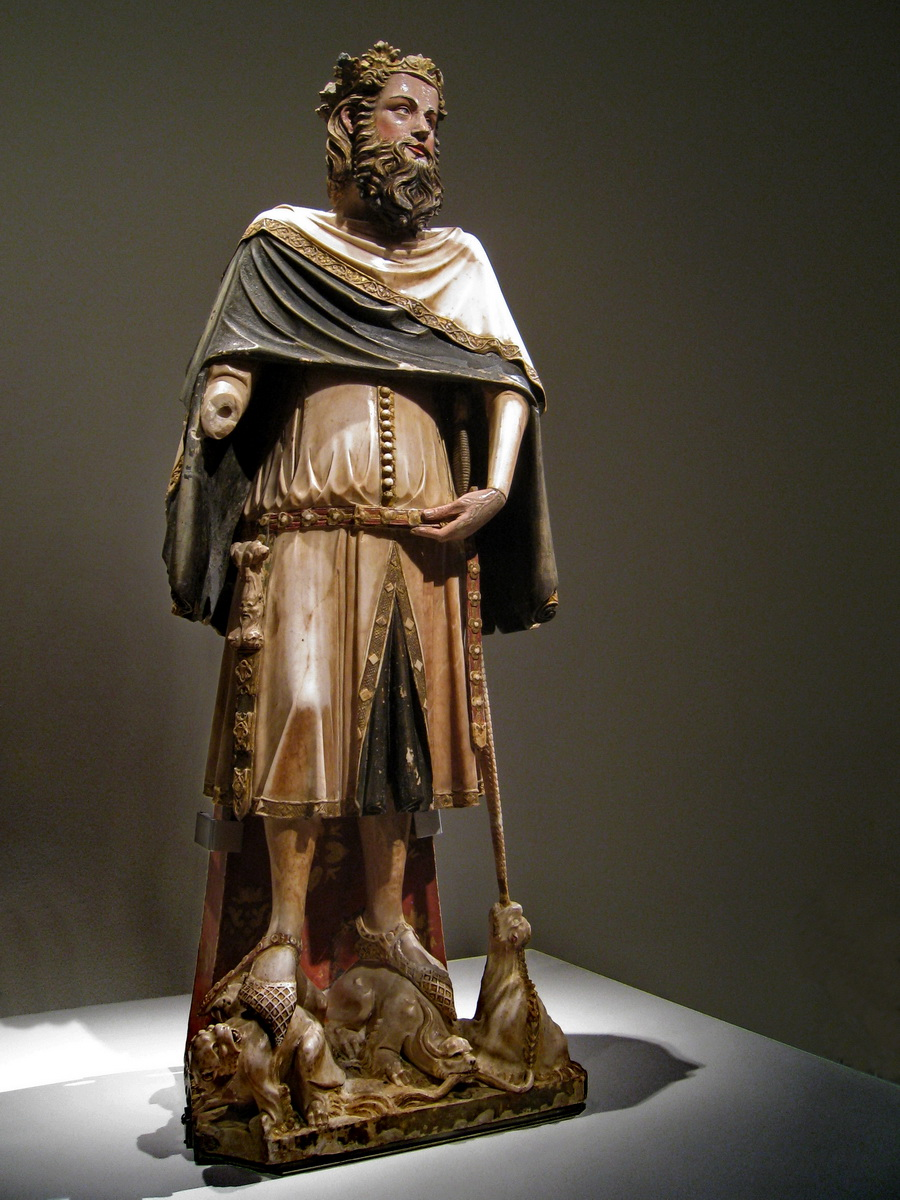
Jaume Cascalls - Statua Pietro IV d'Aragona conosciuta come San Carlomagno per la cattedrale di Gerona

Jaume Cascalls (Berga, ... – 1378) è stato uno scultore spagnolo rappresentante del gotico catalano.

## Vita e opere
Jaume Cascalls nasce a Berga, come attestato dalla sua firma posta nella pala della chiesa di Santa Maria di  Corneilla-de-Conflent. 
Successivamente si trasferisce a Barcellona dove, nel 1346, sposa Maria Bassa, figlia del pittore Ferrer Bassa e sorella di Arnau Bassa. Maria muore nel 1348 e nello stesso anno muoiono di peste anche il padre e il fratello di Jaume.  
Cascalls si risposa con la vedova di Simó Serradell di Barcellona e dal matrimonio nasce la figlia Francesca.
Con il suocero Ferrer Bassa si consolida un sodalizio professionale e artistico molto produttivo: la somiglianza tra gli abiti con cui Cascalis rappresentava i suoi personaggi e gli abiti dei dipinti di Bassa è evidente e sono esempi significativi della collaborazione che univa i due artisti. 
L'opera più antica conosciuta di Cascalss è la pala d'altare della Vergine della chiesa di Santa Maria de Corneilla-de-Conflent, risale al 1345 ed è firmata dall'autore. 
Cascalss inizia a collaborare nel 1349 con il maestro Aloi de Montbrai per realizzare le tombe reali del Monastero di Poblet che subiscono ritardi di realizzazione a causa dei continui ampliamenti voluti da Pietro IV d'Aragona. 
Il maestro Aloi influenzò a tal punto l'opera di Cascalls da rendere a volte complicato determinare quali opere appartengano all'uno o all'altro. Quando Cascalls viene nominato capomastro della Cattedrale di Lleida lascia incompiute le tombe di Poblet. 
Per il monastero di Ripoll realizza alcune figure in alabastro policromo e per la cattedrale di Gerona, realizza la celebre statua di San Carlomagno il cui viso riproduce i tratti fisiognomici di Pietro IV d'Aragona e che era venerata nell'altare della cappella dei Santi Martiri da quando, nel 1345, il vescovo Arnau de Mont-Rodon istituì il culto di San Carlomagno .
Dopo la distruzione delle tombe di Poblet nel XIX secolo, la scultura di San Carlomagno è la più rappresentativa e una delle opere più preziose della scultura gotica catalana. 
Nel 1370 Cascalls lavora nella cattedrale di Tarragona ma nel 1373 deve tornare a Poblet poiché il re minaccia di confiscare tutte le sue proprietà e usarle per assumere un nuovo capomastro. Cascalls si affretta a portare a termine la tomba del re Pietro IV d'Aragona e le parti essenziali di tutte le altre tombe, ma non completa due oratori che è costretto a terminare alcuni anni dopo mentre stava lavorando a Tarragona.
Si ritiene che la sua morte sia avvenuta intorno al 1378, poiché in quella data avviene l'emancipazione del suo schiavo e discepolo, Jordi de Déu che nel 1381 Pietro IV d'Aragona nominò capomastro delle tombe reali.
Jaume Cascalls rappresenta la scuola di scultura gotica catalana che è libera da influenze francesi e italiane.